# Gare centrale d'Utrecht
La gare centrale d'Utrecht (en néerlandais, station Utrecht Centraal, prononcé : [staːˈʃɔn ˈytrɛxt sɛnˈtraːl] ; communément appelée Centraal Station, « gare centrale » en français) ou gare d'Utrecht-Central (nom utilisé par les chemins de fer : Utrecht-Centraal) est la principale gare de la ville néerlandaise d'Utrecht.
La gare compte huit quais et seize voies, accessibles par couloirs transversaux. Elle est notamment desservie par les trains ICE en provenance d'Amsterdam et à destination de Cologne et Francfort, en Allemagne.
Située au carrefour de nombreuses lignes, au centre des Pays-Bas, il s'agit de la première gare néerlandaise en nombre de trains par jour (990) et de passagers : 228 000 passagers montent dans ou descendent de leur train ou effectuent une correspondance à Utrecht. La gare centrale d'Amsterdam revendique cependant la première place en nombre de passagers en termes de destination finale, de nombreux passagers à Utrecht faisant correspondance.

## Histoire

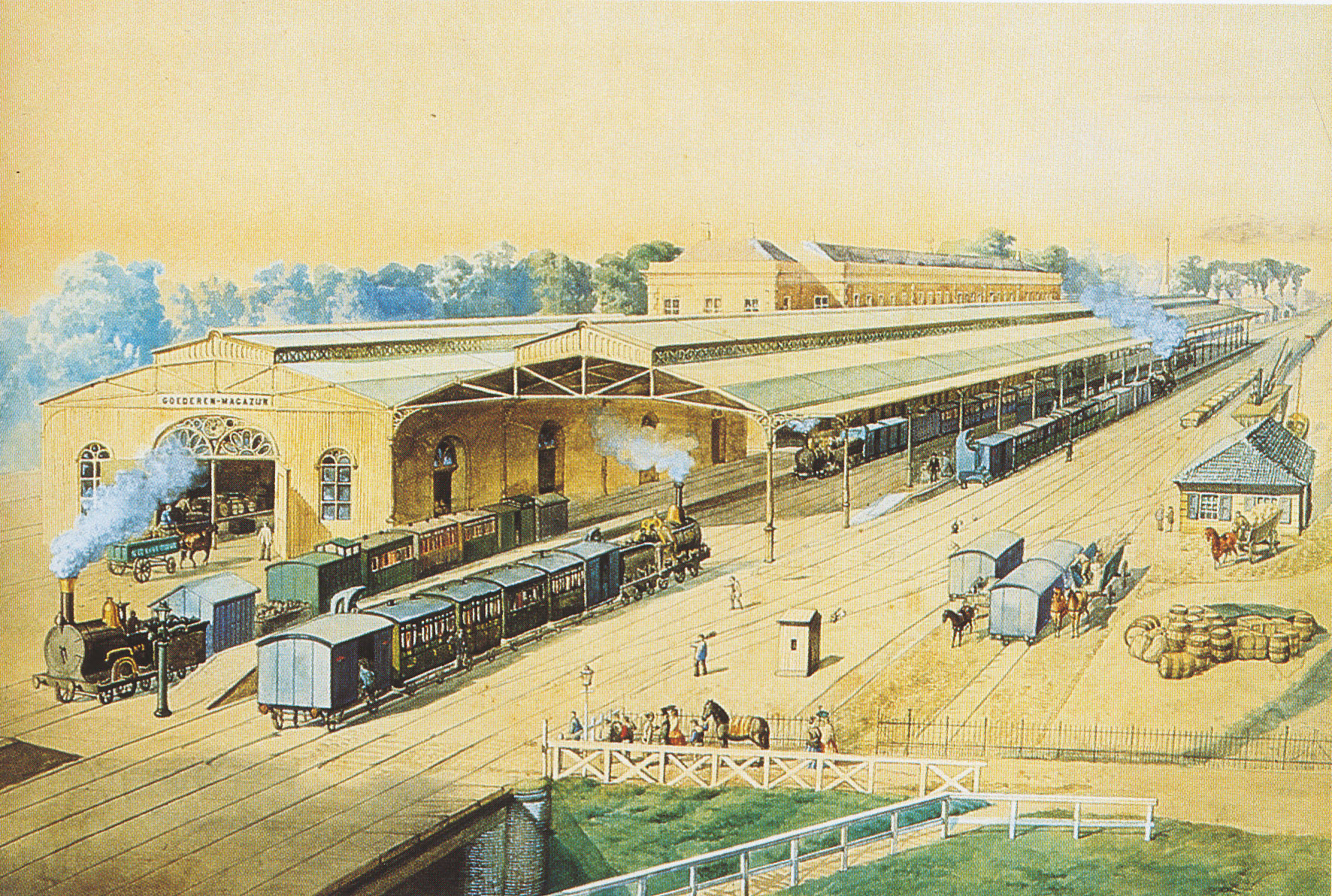
Vue des quais de la Nederlandsche Rhijnspoorweg Maatschappij en 1866.

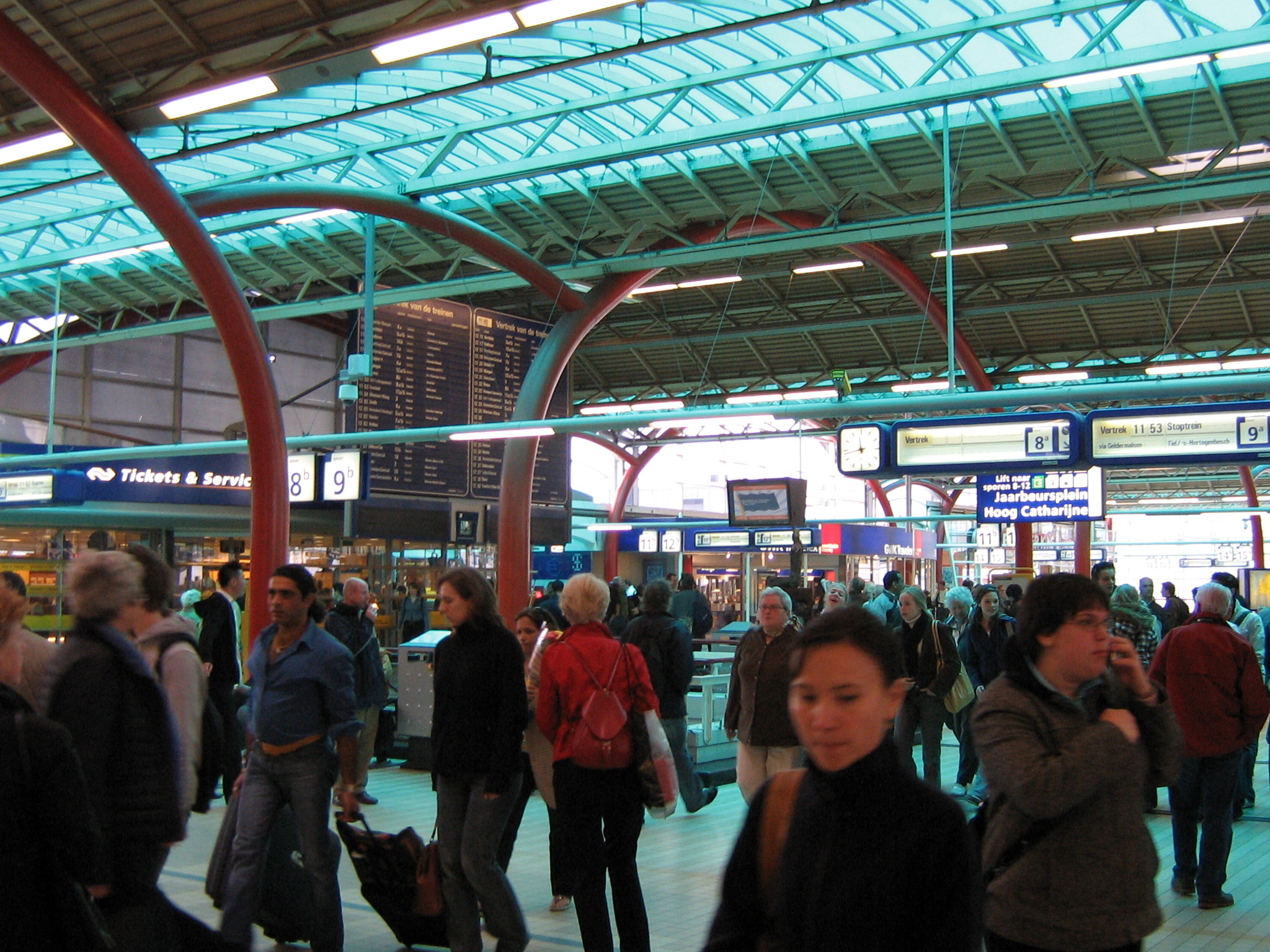
Intérieur du bâtiment remplacé en 2015, en 2006.

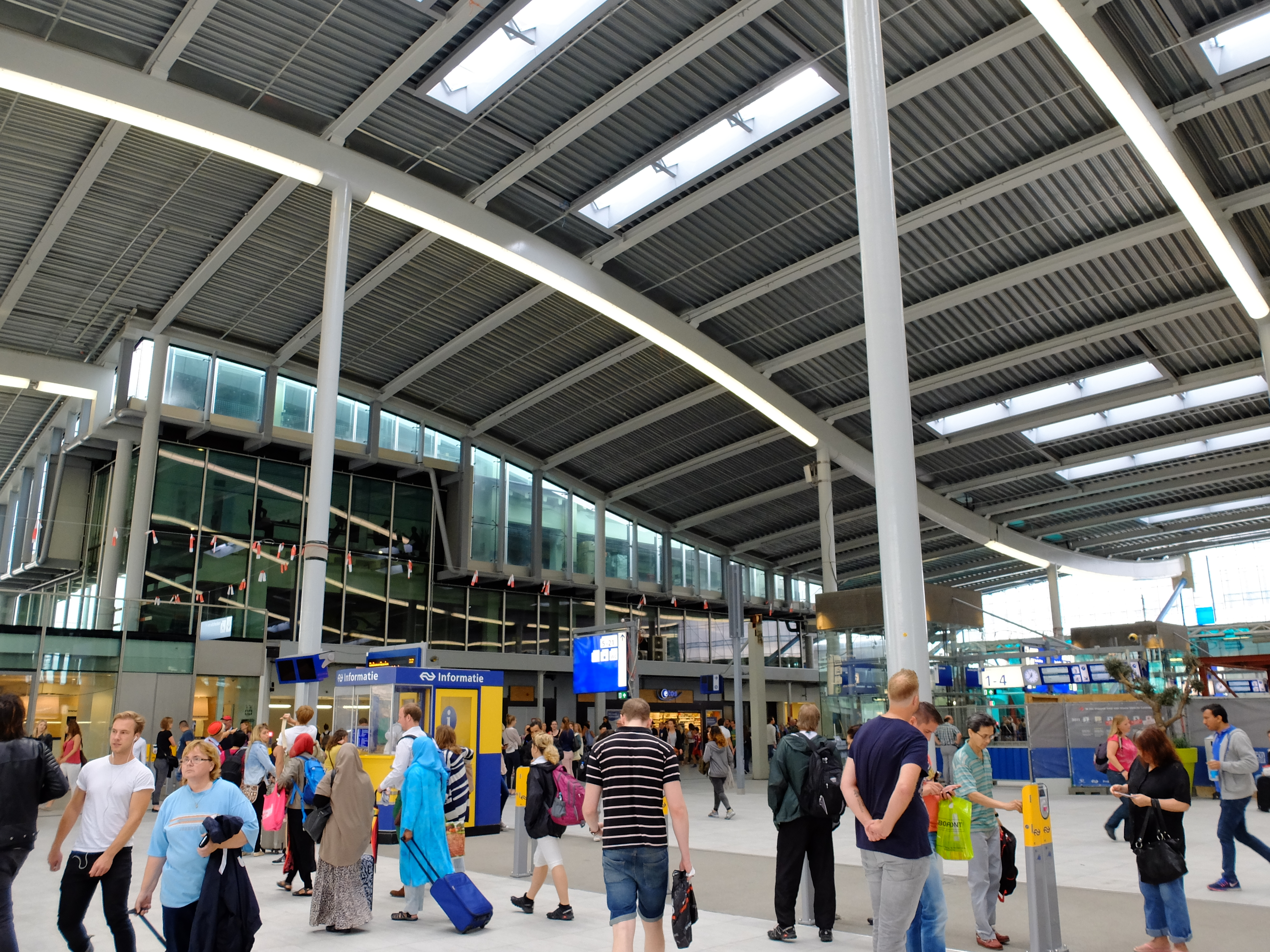
Intérieur de l'actuel bâtiment voyageurs.

La gare est située à l'ouest du centre-ville d'Utrecht, à l'endroit où la première gare est construite en 1843. À l'origine, cette gare ne desservait que la ligne vers Amsterdam, qui est prolongée plus tard en direction d'Arnhem au sud-est. Elle est connue à cette époque sous l'acronyme NRS, du nom de la Nederlandsche Rhijnspoorweg Maatschappij.
En 1863, une nouvelle ligne est ouverte en direction de Zwolle, au nord-est. Dans le même temps, mais à partir d'une gare différente (Utrecht Buurtstation), a lieu le lancement de trains régionaux, à destination d'Amersfoort, Baarn et Zeist. Les deux gares étaient séparées par le petit cours d'eau du Rhin de Leyde (Leidse Rijn). Un pont est alors construit pour relier les deux gares. Les deux gares étaient aussi exploitées par des compagnies différentes.
En 1870, une nouvelle ligne en direction du sud est ouverte vers Boxtel et Bois-le-Duc. Une troisième gare est construite, celle d'Utrecht Staatsspoor, 750 m au sud des deux précédentes, suivie d'une quatrième en 1874, celle-ci située à l'est du centre ville : Utrecht Malliebaan. Cette dernière abrite aujourd'hui le musée national des chemins de fer.
De toutes ces gares, la gare NRS est celle qui était la mieux placée et qui, peu à peu, repris toutes les lignes des autres gares. À partir de 1874, la gare d'Utrecht SS est fermée.
En 1909, la gare NRS est renommée « Centraal Station ». En 1921, tous les trains en direction d'Hilversum, qui partaient auparavant de la gare d'Utrecht Lunetten (toujours existante) partent désormais d'Utrecht Buurstation.
En 1937, par suite d'une augmentation de la capacité de la gare centrale, la Buurstation est abandonnée. Mais grâce à la construction d'un tunnel, qui est réalisée en 1940, les quatre voies de la Buurstation purent être utilisées en commun avec le reste de la gare centrale.
En 1939, la gare de Maliebaan est abandonnée à la suite de la création de la gare centrale regroupant les deux anciennes gares.

### Bâtiment
Le bâtiment original de 1843 est rapidement trop petit. Après la création de la ligne vers Rotterdam en 1855, la gare est reconstruite une première fois en 1856. Dix ans plus tard, à la suite de l'ouverture de la ligne de Zwolle, la gare est à nouveau agrandie.
En 1894, les quais de la gare sont couverts par un ensemble de marquises en acier dues à l'architecte George van Heukelom (nl) et fabriqués par la Société anonyme des Ateliers de construction de Malines. Cet ensemble couvrant cinq voies et trois quais est partiellement démoli en 1969 puis en 1987 et les dernières sections disparaissent vers 2012.
En 1936, la gare est à nouveau agrandie et rénovée avec une extension de plain-pied largement vitrée portant la signature de Sybold van Ravesteyn. Cependant, en 1938, un feu ravage les étages supérieurs bâtiment, conduisant à la construction d'un nouvel édifice en 1939. Ce dernier remplace les bâtiments du XIXe siècle mais conserve les pavillons de 1936. Mélangeant les styles Art-deco et Baroque, cette gare également réalisée par van Ravenstyn se caractérise par une façade courbée, au centre concave, surplombée par plusieurs statues.
En 1970, la traverse est ouverte, donnant à la gare sa forme contemporaine. Il s'agit une liaison piétonne entre le sud de la gare et le Jaarbeurs. En 1973, le nouveau hall de la gare est ouvert, à l'extrémité de la traverse, puis en 1975, l'ancienne gare est détruite dans le cadre de la construction du Hoog Catharijne, centre commercial et de loisirs incorporé à la gare, qui est à l'époque de son ouverture, le plus grand centre commercial couvert d'Europe.
En 1986, deux nouvelles voies en cul-de-sac sont ajoutées.
À la fin de années 1980, la gare est une nouvelle fois agrandie et le hall rénové. La réouverture a lieu le 28 avril 1989. Entre 1993 et 1996, les quais 18 et 19 sont aménagés pour faire face à la forte augmentation du nombre de voyageurs.
L'actuel bâtiment des voyageurs, dessiné par le bureau Benthem Crouwel Architekten, a été inauguré au début de l'année 2013.

## Intermodalité

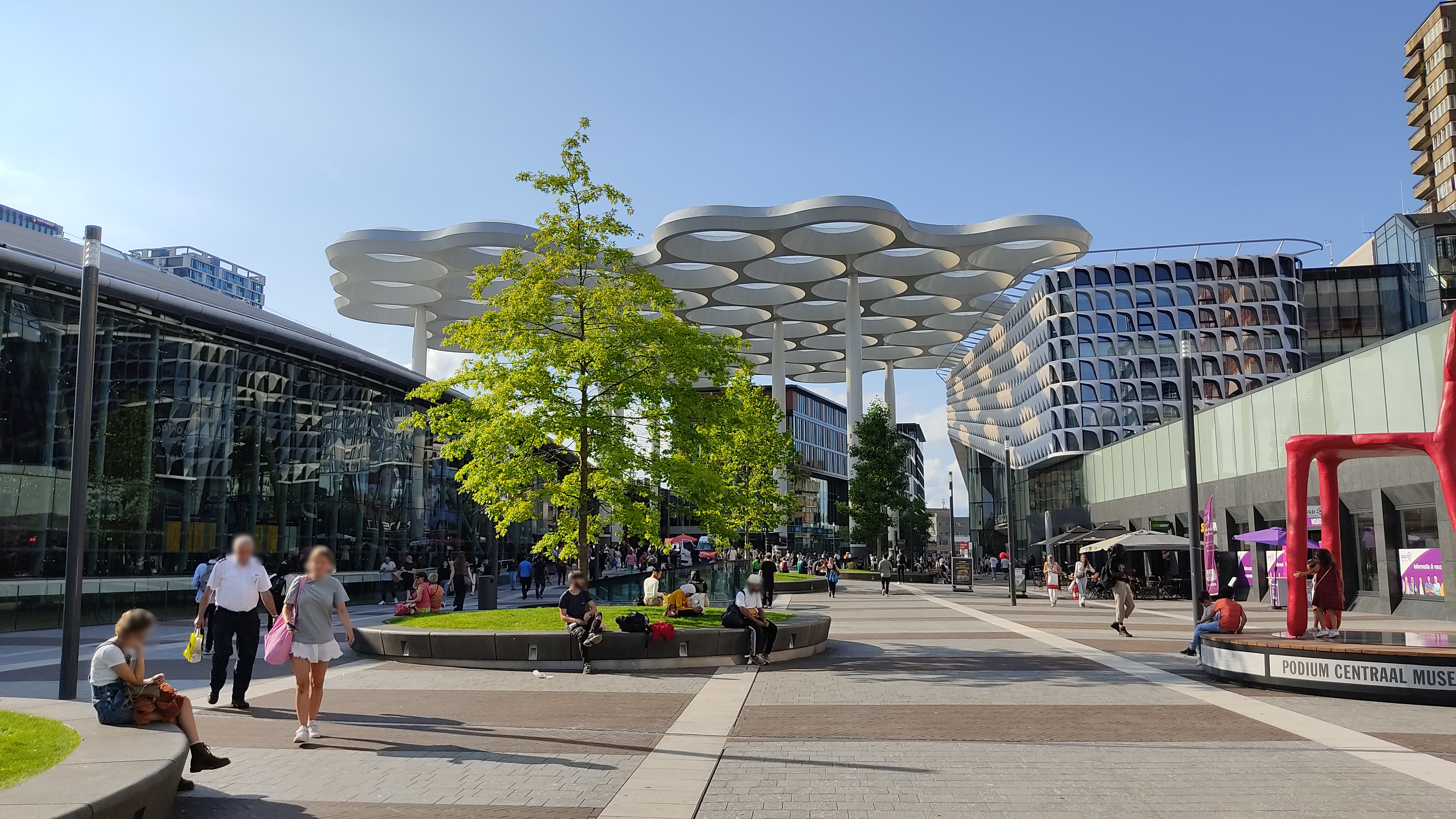
Aperçu du parvis de la gare.

La plus grande gare routière des Pays-Bas fait partie intégrante d'Utrecht-Central. Côté Est se trouvent les bus urbains et péri-urbains, tandis que côté Ouest, où se trouve le Jaarbeursplein, c'est le point de départ de nombreux bus internationaux.
La gare centrale d'Utrecht est le point de départ, ou une halte, pour 82 lignes de bus :
- 22 lignes urbaines et 14 périurbaines du U-OV, la compagnie des transports d'Utrecht ;
- 8 lignes péri-urbaines attribuées à Arriva ;
- 2 lignes péri-urbaines attribuées à Veolia Transport ;
- 8 lignes péri-urbaines et 4 bus de nuit attribuées à Connexxion.

La gare centrale d'Utrecht est desservie par 2 haltes du tramway d'Utrecht, une à l'ouest et une à l'est de la gare. Jusqu'en juin 2019, il s'agissait du terminus ; depuis, la ligne qui reliait Utrecht avec IJsselstein et Nieuwegein a été prolongée vers le campus universitaire à l'est de la ville.

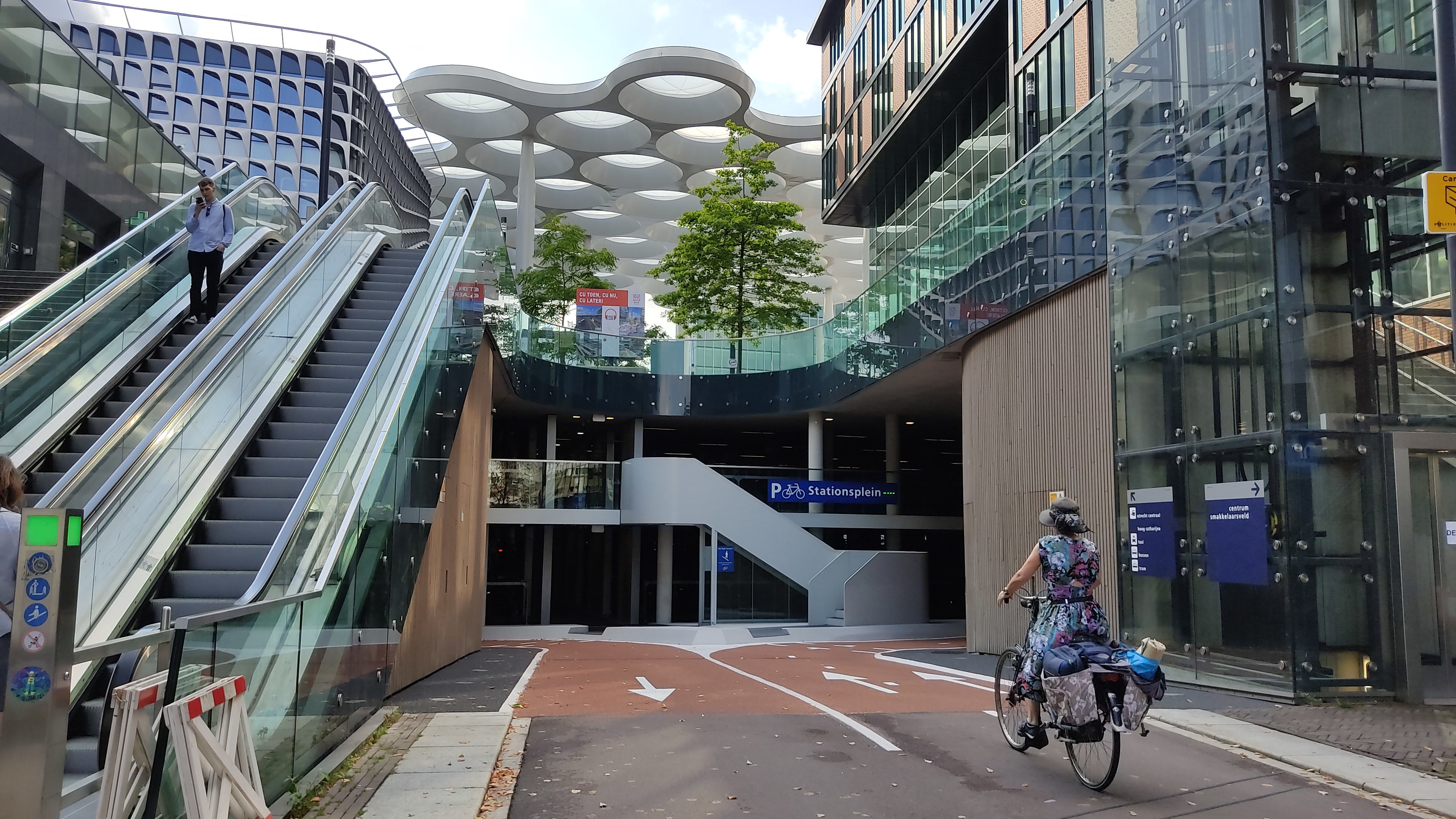
Un des accès au parking à vélos de la gare centrale d'Utrecht, côté Moreelsepark.

La gare dispose d'un stationnement souterrain pour 12 500 vélos sur trois niveaux, le plus grand du monde lors de son ouverture en 2019.

## Projets

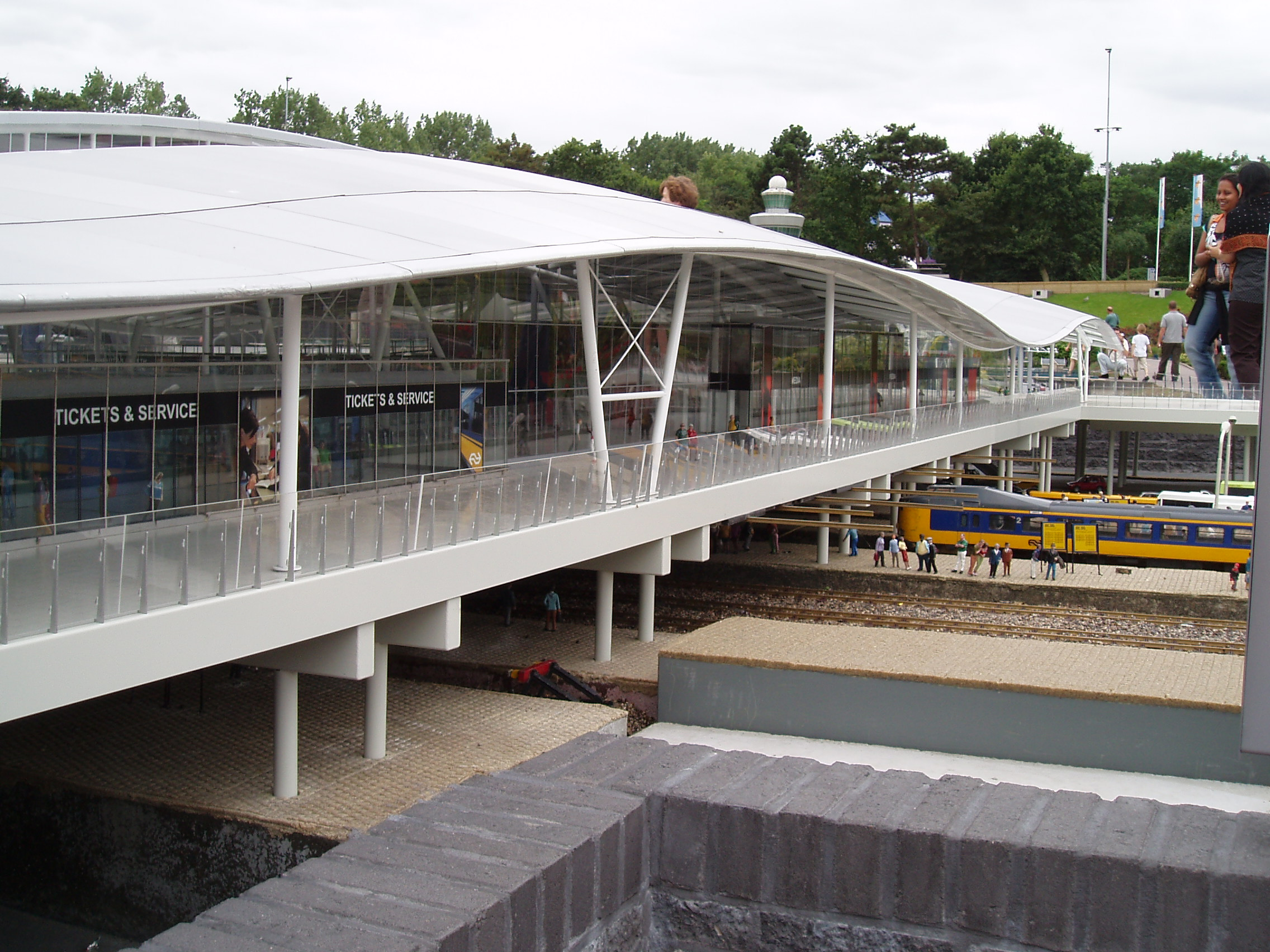
Maquette de la gare au Madurodam.

La gare subit actuellement un réaménagement très important, dont la construction du nouveau bâtiment voyageurs achévé en 2013 fait partie. Il est prévu que la gare accueille 100 millions de passagers par an en 2020 contre 88 millions en 2015. La gare est une composante visant à revitaliser l'ensemble du quartier, avec la création de cinémas, de plusieurs tours, d'un casino, la refonte de la gare routière et du tramway, ainsi que du centre commercial attenant à la gare. Dans le cadre du projet les tunnels sous la route desservant la gare et le centre commercial ont été supprimés afin de rouvrir un canal qui avait été comblé lors des premières constructions. La municipalité entend agrandir l'ensemble des stationnements vélo autour de la gare pour proposer  33 000 places. La fin des travaux dans le secteur est prévue en 2030.

## Projets artistiques

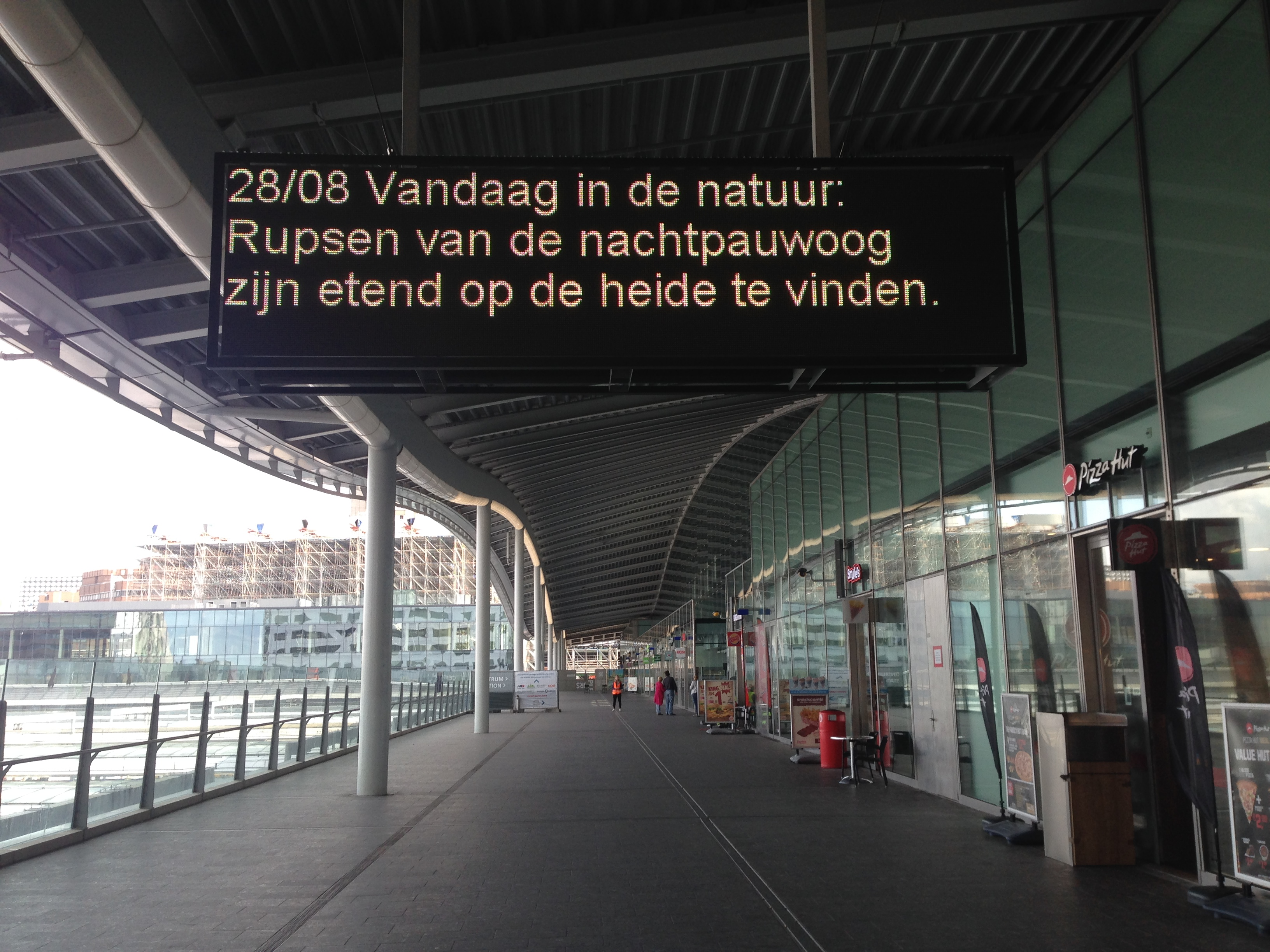
Marcus Coates, Arrivals-departures, art public, gare centrale d'Utrecht, 2016-2017.

De mai 2016 à avril 2017, l'artiste britannique Marcus Coates a présenté à l'extérieur de la gare son projet d'art public Arrivals-departures,.

## Sources
- (nl) Cet article est partiellement ou en totalité issu de l’article de Wikipédia en néerlandais intitulé « Station Utrecht Centraal » (voir la liste des auteurs).